# Untere Burg Antweiler
Die Untere Burg Antweiler, bekannt auch als Unterburg Antweiler, ist eine Wasserburg, anfänglich aus dem 16. Jahrhundert. Sie liegt am nordöstlichen Rand der Eifel in Mechernich (Ortsteil Antweiler) im Kreis Euskirchen. Ihr Pendant war die Obere Burg Antweiler, die auf der gegenüberliegenden Seite des Krebsbachs lag.
Die zwei Burgen von Antweiler dokumentierten die historische Besitzteilung des Ortes vom Mittelalter bis zur Neuzeit. Grundbesitz in Antweiler hatten die Abtei Deutz und das Bonner Stift Dietkirchen. Ihre Vögte saßen auf der Unterburg, die sie wohl erst im 13. Jahrhundert gründeten, um ihre Herrschaft zu festigen. 1345 hatten die Herren von Antweiler vom Landesherrn, dem Grafen von Jülich, die Gerichtsbarkeit erhalten, woraus sich die Unterherrschaft Antweiler entwickelte. Deren Herren waren im 15. Jahrhundert die von Metternich, zugleich Erbvögte von Deutz und Dietkirchen. 1488 erwarben die Herren von Ahr Vogtei und Herrschaft, die sie Anfang des 16. Jahrhunderts auf zwei Linien aufteilten. Die jüngere Linie erbaute die Oberburg und erhielt die Deutzer Vogtei, die 1716 an die Unterburg zurückfiel. Die Oberburg wurde an den Jesuitenorden verkauft, 1777 an die Kölner Schulverwaltung und 1941 an die Raiffeisenbank, die das Herrenhaus abreißen ließ. An die Burg erinnern nur noch der runde Turm der Vorburg mit seinem zweigeteilten spätgotischen Helm und zwei Wappenkamine, einer heute in Burg Konradsheim und der andere museal im Vorgebäude der Unterburg in Antweiler wieder errichtet bzw. restauriert.
Beide Burgen waren ursprünglich wasserumgeben. Da sich der Krebsbach als unzuverlässige Wasserquelle erwies, sind die Gräben vermutlich bereits seit dem 18. Jahrhundert ausgetrocknet und spätestens im 19. Jahrhundert eingeebnet worden.
Die Unterburg gehört heute den Freiherrn Raitz von Frentz. Die einst zweiteilige Burg zeigt in den Mauern noch mittelalterliche Spuren in Form von Schlüsselschießscharten. Die Außenmauer steht auf der Wehrmauer des 14. Jahrhunderts, innen ist 1728 ein Halfenhaus angebaut worden. Die Hauptburg ist von einer Ringmauer umgeben, die mit Türmen verstärkt war und in deren Westecke das Burghaus gestanden haben dürfte. Das heutige Wohnhaus war der Torflügel des frühen 16. Jahrhunderts, angebaut an einen viel älteren Eckturm. Von einem weiteren Flügel ist nur noch ein Ansatz erhalten.
Das ehemals teilweise verfallene Backhaus von 1846 wurde restauriert. Monatlich wird dort wieder Brot gebacken.